# Collegio di Liverpool Garston
Liverpool Garston è un collegio elettorale inglese, situato nel Merseyside, rappresentato alla camera dei Comuni del parlamento del Regno Unito. Elegge un membro del parlamento con il sistema maggioritario a turno unico. Il collegio, dopo essere stato in vigore dal 1950 al 2010, è stato re-istituito nel 2024 con la revisione dei collegi di Westminster, sostituendo il collegio di Garston and Halewood. L'attuale parlamentare è Maria Eagle del Partito Laburista, che rappresenta il collegio dal 2024.

## Estensione
- 1950–1955: i ward del County Borough of Liverpool di Aigburth, Allerton, Childwall, Garston, Little Woolton e Much Woolton.
- 1955–1983: i ward del County Borough of Liverpool di Aigburth, Allerton, St Mary's, Speke e Woolton.[1]
- 1983–1997: i ward della città di Liverpool di Allerton, Netherley, St Mary's, Speke, Valley e Woolton.
- 1997–2010: i ward della città di Liverpool di Allerton, Grassendale, Netherley, St Mary's, Speke, Valley e Woolton.

Il collegio era uno dei cinque che coprivano la città di Liverpool, e si trovava nella parte meridionale della città. Oltre a Garston, comprendeva le aree di Allerton, Netherley, Speke e Woolton; nel collegio si trovava l'Aeroporto di Liverpool.
Il collegio venne abolito in occasione delle elezioni del 2010, e venne sostituito dal nuovo collegio di Garston and Halewood, che comprendeva anche parte del borgo metropolitano di Knowsley.
- dal 2024: i ward della città di Liverpool di Allerton, Belle Vale, Calderstones, Childwall (parte), Church (parte), Garston, Gateacre, Grassendale and Cressington, Mossley Hill (parte); Much Woolton and Hunts Cross, Penny Lane, Speke, Springwood e Woolton Village.[2]

Il nuovo collegio comprende parti di Liverpool che si trovavano in precedenza nel collegio di Garston and Halewood, con l'aggiunta del ward di Church che si trovava nel collegio di Liverpool Wavertree.

## Membri del parlamento
| Elezione | Elezione        | Deputato          | Partito           |
| -------- | --------------- | ----------------- | ----------------- |
|          | 1950            | Victor Raikes     | Conservatore      |
| 1957 (S) | Richard Bingham |                   | Conservatore      |
| 1966     | Tim Fortescue   |                   | Conservatore      |
|          | Feb 1974        | Eddie Loyden      | Laburista         |
|          | 1979            | Malcolm Thornton  | Conservatore      |
|          | 1983            | Eddie Loyden      | Laburista         |
| 1997     | Maria Eagle     |                   | Laburista         |
|          | 2010            | Collegio abolito  | Collegio abolito  |
|          | 2024            | Collegio ricreato | Collegio ricreato |
|          | 2024            | Maria Eagle       | Laburista         |

## Risultati elettorali

### Elezioni negli anni 2020
| Partito                    | Partito                                      | Candidato                  | Risultati 4 luglio 2024 | Risultati 4 luglio 2024 |
| Partito                    | Partito                                      | Candidato                  | Voti                    | %                       |
| -------------------------- | -------------------------------------------- | -------------------------- | ----------------------- | ----------------------- |
|                            | Laburista                                    | Maria Eagle                | 24 510                  | 58,37                   |
|                            | Reform UK                                    | Kiera Hubbard              | 4 406                   | 10,49                   |
|                            | Indipendenti Comunisti                       | Sam Gorst                  | 3 293                   | 7,84                    |
|                            | Lib Dem                                      | John Hyland                | 3 239                   | 7,71                    |
|                            | Conservatore                                 | Danny Bowman               | 2 942                   | 7,01                    |
|                            | Verde                                        | Muryam Sheikh              | 2 816                   | 6,71                    |
|                            | Liberale                                     | Alan Tormey                | 401                     | 0,95                    |
|                            | Indipendente                                 | Jane Lawrence              | 272                     | 0,65                    |
|                            | Rivoluzionario dei Lavoratori                | Frank Sweeney              | 112                     | 0,27                    |
|                            |                                              |                            |                         |                         |
| Iscritti                   | Iscritti                                     | Iscritti                   | 69 282                  | 100,00                  |
| ↳ Votanti (% su iscritti)  | ↳ Votanti (% su iscritti)                    | ↳ Votanti (% su iscritti)  | 41 992                  | 60,61                   |
| ↳ Astenuti (% su iscritti) | ↳ Astenuti (% su iscritti)                   | ↳ Astenuti (% su iscritti) | 27 290                  | 39,39                   |
|                            |                                              |                            |                         |                         |
|                            | Esito: collegio a Laburista (nuovo collegio) |                            |                         |                         |

### Elezioni negli anni 2000
| Partito                    | Partito                                | Candidato                  | Risultati 5 maggio 2005 | Risultati 5 maggio 2005 |
| Partito                    | Partito                                | Candidato                  | Voti                    | %                       |
| -------------------------- | -------------------------------------- | -------------------------- | ----------------------- | ----------------------- |
|                            | Laburista                              | Maria Eagle                | 18 900                  | 54,04                   |
|                            | Lib Dem                                | Paula Keaveney             | 11 707                  | 33,47                   |
|                            | Conservatore                           | Amber Rudd                 | 3 424                   | 9,79                    |
|                            | UKIP                                   | Kevin Kearney              | 780                     | 2,23                    |
|                            | Workers Revolutionary                  | David Oatley               | 163                     | 0,47                    |
|                            |                                        |                            |                         |                         |
| Iscritti                   | Iscritti                               | Iscritti                   | 63 704                  | 100,00                  |
| ↳ Votanti (% su iscritti)  | ↳ Votanti (% su iscritti)              | ↳ Votanti (% su iscritti)  | 34 974                  | 54,90                   |
| ↳ Astenuti (% su iscritti) | ↳ Astenuti (% su iscritti)             | ↳ Astenuti (% su iscritti) | 28 730                  | 45,10                   |
|                            |                                        |                            |                         |                         |
|                            | Esito: collegio confermato a Laburista |                            |                         |                         |

| Partito                    | Partito                                | Candidato                  | Risultati 7 giugno 2001 | Risultati 7 giugno 2001 |
| Partito                    | Partito                                | Candidato                  | Voti                    | %                       |
| -------------------------- | -------------------------------------- | -------------------------- | ----------------------- | ----------------------- |
|                            | Laburista                              | Maria Eagle                | 20 043                  | 61,39                   |
|                            | Lib Dem                                | Paula Keaveney             | 7 549                   | 23,12                   |
|                            | Conservatore                           | Helen Sutton               | 5 059                   | 15,49                   |
|                            |                                        |                            |                         |                         |
| Iscritti                   | Iscritti                               | Iscritti                   | 65 041                  | 100,00                  |
| ↳ Votanti (% su iscritti)  | ↳ Votanti (% su iscritti)              | ↳ Votanti (% su iscritti)  | 32 651                  | 50,20                   |
| ↳ Astenuti (% su iscritti) | ↳ Astenuti (% su iscritti)             | ↳ Astenuti (% su iscritti) | 32 390                  | 49,80                   |
|                            |                                        |                            |                         |                         |
|                            | Esito: collegio confermato a Laburista |                            |                         |                         |